# Behaarde kruiper
De behaarde kruiper of veelkleurige loopkever (Harpalus affinis) is een keversoort uit de familie van de loopkevers (Carabidae). De wetenschappelijke naam van de soort werd in 1781 gepubliceerd door Franz von Paula Schrank.